# Push It (Nublu)
Push It è un singolo del rapper estone Nublu, pubblicato il 31 maggio 2024.
Il brano, vincitore della canzone dell'anno agli Eesti Muusikaauhinnad, conta la partecipazione della cantante estone Maria Kallastu.

## Video musicale
Il video musicale, reso disponibile in concomitanza con l'uscita del pezzo attraverso il canale YouTube dell'artista, è stato diretto da Johannes Magnus Aule ed è stato riconosciuto con l'EMA al video dell'anno.

## Tracce
Testi di Markkus Pulk, musiche di Aleksi Liski, Markkus Pulk e Maria Kallastu.
1. Push It (feat. Maria Kallastu) – 2:44

## Formazione
- Nublu – voce
- Maria Kallastu – voce aggiuntiva
- Aleksi Liski – produzione, missaggio, registrazione
- Jonas W. Karlsson – mastering
- Markus Palo – registrazione

## Successo commerciale
Push It ha trovato successo commerciale sia digitalmente che radiofonicamente; subito dopo la sua uscita ha registrato il miglior debutto per una canzone in termini di stream a livello nazionale su Spotify con oltre 21 500 riproduzioni. Ha poi scalato gradualmente la Top Radio Hits Estonia Weekly Chart della Tophit fino a raggiungere la vetta nella pubblicazione del 26 settembre. È risultata anche la hit estone più riprodotta dalle radio nel corso dell'intero anno (la 9ª in generale).

## Classifiche

### Classifiche settimanali
| Classifica (2024) | Posizione massima |
| ----------------- | ----------------- |
| Estonia           | 1                 |

### Classifiche di fine anno
| Classifica (2024) | Posizione |
| ----------------- | --------- |
| Estonia           | 9         |